# Можа
Можа — річка в Білорусі у Крупському районі Мінської області. Ліва притока річки Бобр (басейн Дніпра).

## Опис
Довжина річки 77 км, похил річки 0,4 м/км, площа басейну водозбору 530 км², середньорічний стік 3,4 м³/с. Формується притоками та безіменними струмками.

## Розташування
Бере початок за 2 км на північній стороні від села Шинкі. Спочатку тече переважно на південний схід і на південно-східній стороні від села Можани повертає і тече переважно на північний захід. На північно-східній стороні від села Прудок впадає в річку Бобр, ліву притоку річки Березини.